# Alessandro Vitali (Maler)

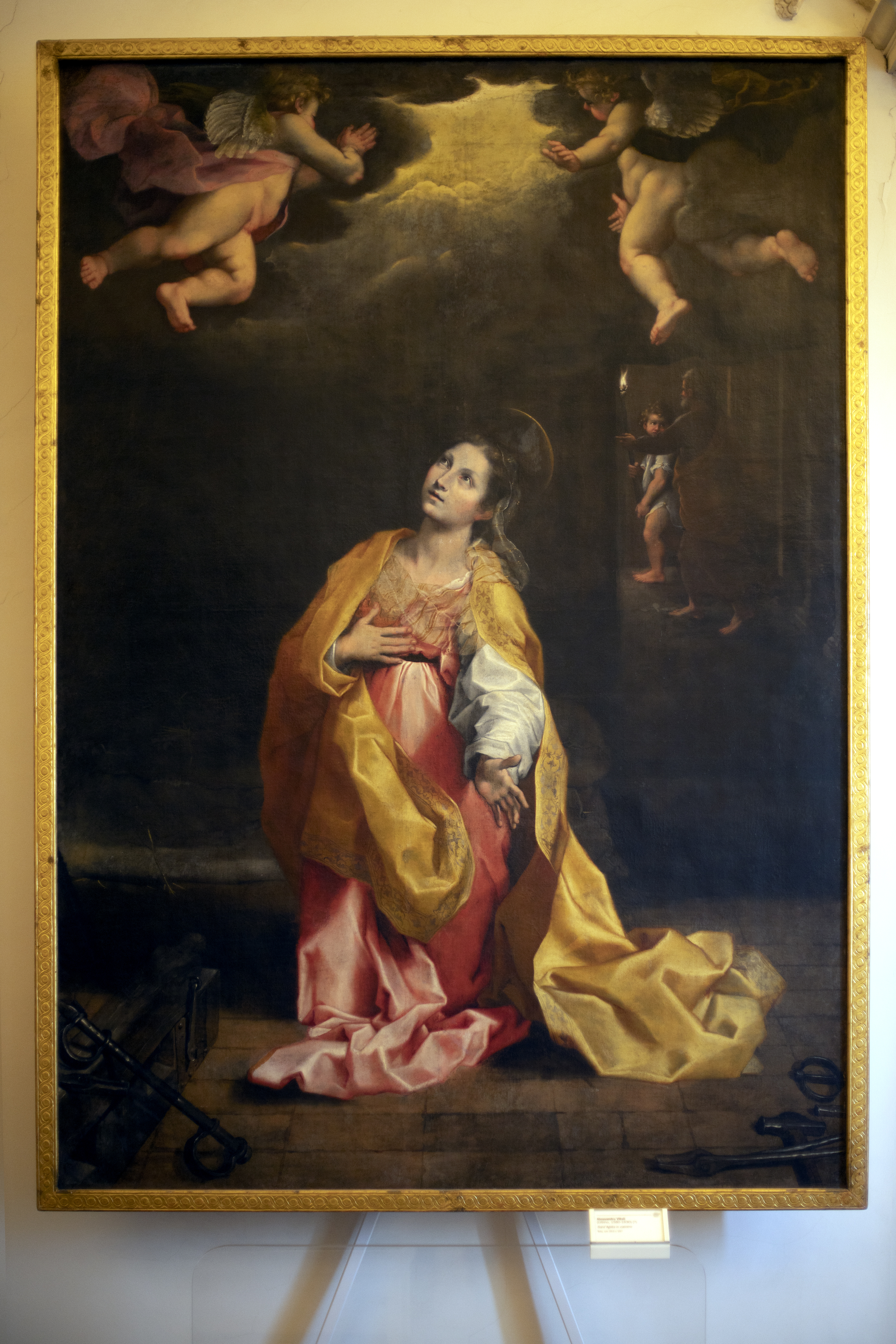
Alessandro Vitali (& Federico Barocci): Die hl. Agatha im Kerker, 1598 (?), Öl auf Leinwand, 235 × 187 cm, Galleria Nazionale delle Marche, Urbino

Alessandro Vitali (* um 1580 in Pesaro (?); † 4. Juli 1630 in Urbino) war ein italienischer Maler zwischen Manierismus und Barock.

## Leben und Wirken
Sein Geburtsdatum ist nicht bekannt, aber da er im Jahr 1630 bei seinem Tode 50 Jahre alt gewesen sein soll, nimmt man an, dass er um 1580 geboren wurde. Er war ein Sohn von Domenico Vitali, der Name seiner Mutter ist nicht bekannt. 1607 heiratete er Ippolita, eine Tochter von Vincenzo Purini und Giovanna Basili, mit der er fünf Kinder hatte.
Vitali war ein Schüler von Federico Barocci und dessen wohl getreuester Nachahmer. Er schuf einerseits Kopien von Werken Baroccis, andererseits soll dieser auch an Gemälden von Vitali mitgewirkt haben. Als typisch für Vitali gilt ein „metallischer“ Glanz im Kolorit, besonders bei Gewändern.
Die ersten dokumentierten Arbeiten Vitalis waren Kopien von Bildern seines Meisters, die er auf Wunsch des Herzogs von Urbino, Francesco Maria II. della Rovere, anfertigte und für die er 1598 eine Bezahlung erhielt. Aus demselben Jahr stammt das Gemälde Die hl. Agatha im Kerker, das ursprünglich für die Kirche S. Agata a Pian di Mercato in Urbino entstand und heute in der Galleria nazionale delle Marche zu sehen ist. Es entstand wahrscheinlich auf der Basis von Zeichnungen und Skizzen Baroccis, die dieser für sein Gemälde der Seligen Michelina (1606, Pinacoteca Vaticana, Rom) verwendete.
Im Jahr 1600 erhielt Vitali die Bezahlung für das Altarbild Der hl. Ambrosius vergibt Kaiser Teodosius (Arslan, 1960), das ursprünglich ein Auftrag an Barocci selber gewesen war und voller Reminiszenzen an dessen Werk ist.

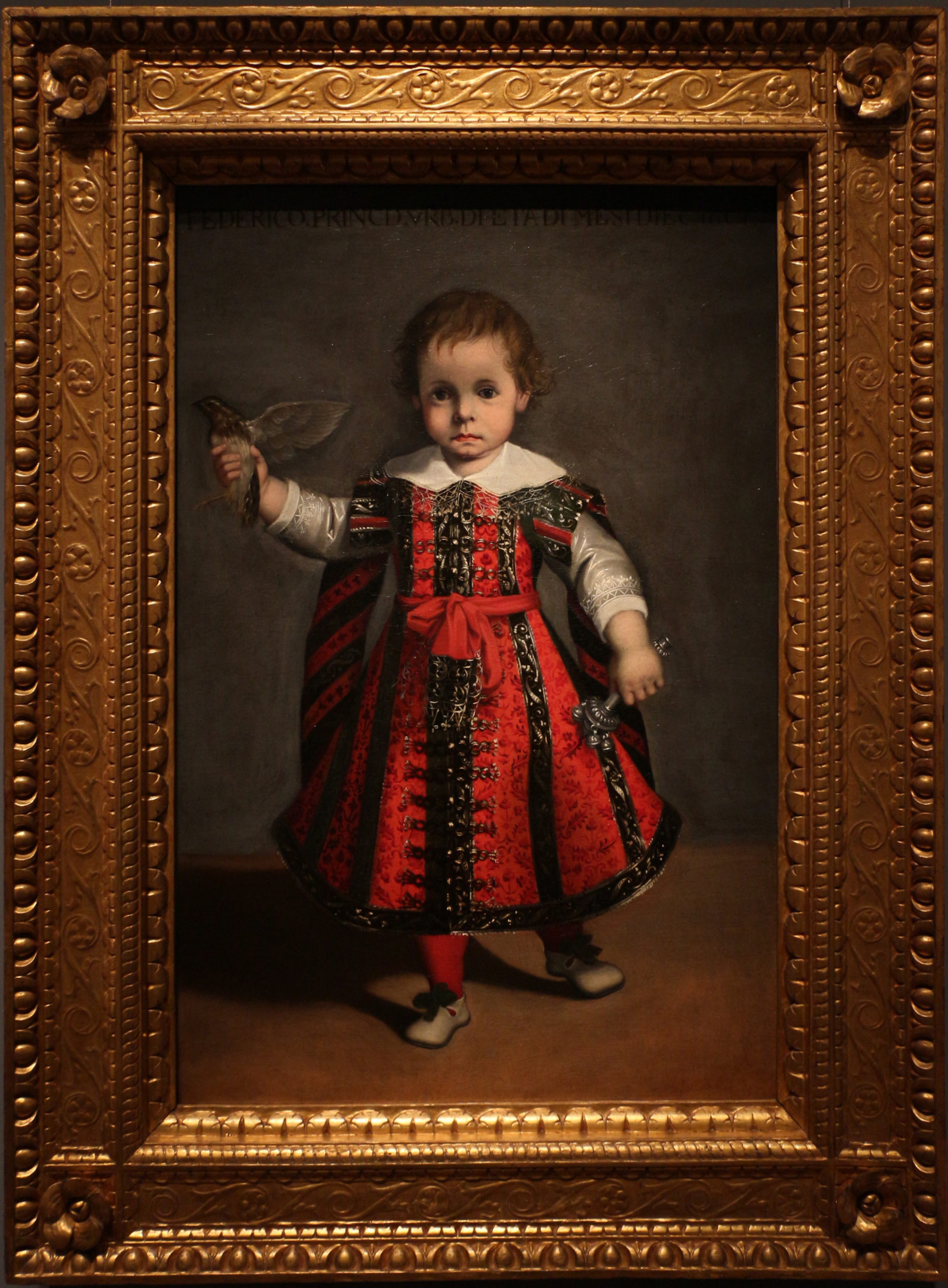
Federico Ubaldo, Prinz von Urbino, im Alter von 18 Monaten, 1606, Detroit Institute of Arts

Für den Dom von Fermo schuf er um 1601 die Vision des hl. Johannes auf Patmos (in situ), die als eins seiner besten Werke gilt und ebenfalls deutlich von Barocci beeinflusst ist.
Am 3. September 1602 erhielt er vom Domkapitel von Urbino den Auftrag für ein Gemälde mit dem Mannawunder, das gegenüber von Baroccis Abendmahl aufgestellt werden sollte, dabei hoffte man von Anfang an auf eine Mitwirkung des Meisters. Das Bild ist nach 1801 verschollen.
Um 1603 malte er eine Verkündigung für die Annunciata degli Scalzi von Urbino (heute: Galleria nazionale delle Marche), welche eine Kopie von Baroccis berühmtem Gemälde in Loreto ist.
Nach der Geburt des herzoglichen Erben Federico Ubaldo della Rovere am 16. Mai 1605 wurde Vitali zu dessen offiziellem Porträtisten bestellt. Er malte insgesamt sieben Bildnisse des Knaben, darunter das berühmte Gemälde des Neugeborenen (1605) im Palazzo Pitti (Florenz) und verschiedene Bilder von Federico Ubaldo im Alter von zwei Jahren (1607, Museo nazionale di Villa Guinigi, Lucca, und Detroit Institute of Arts).
Zu einem nicht bekannten Zeitpunkt malte er den Hl. Augustinus mit der Jungfrau und dem Kruzifix für die Kirche S. Agostino von Urbino (in situ). Das Bild ist signiert und trägt die unvollständige Inschrift: „…VITALIS FED.GI … AN[NUS] FACIEBAT…“.
In der Pinacoteca di Brera (Mailand) befinden sich außerdem zwei verschiedene Darstellungen Vitalis mit der Geburt der Jungfrau Maria. Eine Hl. Agnes ist im Museo diocesano Albani in Urbino.
Alessandro Vitali werden außerdem einige Kopien nach Barocci zugeschrieben: eine Madonna della gatta (nach dem Original in den Uffizien, Florenz) für die Kirche Sant’Agostino in Mondolfo sowie eine Einsetzung der Eucharistie (um 1609, nach dem Original in Santa Maria sopra Minerva, Rom) für San Giacomo Maggiore in Bologna. Auch eine leicht veränderte Kopie von Baroccis Ruhe auf der Flucht (oder Kirschenmadonna) in der Pinacoteca diocesana von Senigallia wird Vitali zugeschrieben; auf diesem Bild malte der Künstler unten rechts das Porträt einer Stifterin, und das Gewand der Maria ist wesentlich heller als auf dem Original im Vatikan.
Über sein Leben nach dem Tode Baroccis (1612) ist nur wenig bekannt. Laut Negroni (2007) hielt sich Vitali von 1608 bis 1617 in Rom auf, ohne dass man wüsste, was er dort machte. Er kehrte jedoch auch während dieser Zeit gelegentlich nach Urbino zurück, wo er am 4. Juli 1630 starb und in der Kirche der Santissima Annunziata begraben wurde.